# Уоддингем, Ханна
Ханна Уоддингем (англ. Hannah Waddingham; род. 28 июля 1974, Уондсуэрт, Лондон) — английская актриса и певица, наиболее известная по выступлениям в мюзиклах Вест-Энда «Спамалот», «Ночная музыка», «В лес» и «Волшебник из Страны Оз». За свою работу она получила три номинации на премию Лоренса Оливье.

## Биография
Уоддингем является выпускницей Академии живых и записанных искусств. У неё успешная карьера в Лондонском театре, особенно она известна своим выступлением в роли Сюзанны Валадон в «Лотреке».
Уоддингем приобрела всеобщее признание благодаря роли Леди Озера в «Спамалоте», за которую она получила номинацию на премию Лоренса Оливье. Она получила хвалебные отзывы за своё изображение Дезире Армфелдт в постановке Тревора Нанна «Ночная музыка». Один из критиков назвал её «Джоанной Ламли музыкального театра». Уоддингем впоследствии получила следующую номинацию на премию Лоренса Оливье в 2010 году как лучшая актриса в мюзикле за своё выступление в «Ночной музыке».
В середине 2010 года Уоддингем сыграла Ведьму в прославленной критиками постановке «В лес» в Театре под открытым небом в Лондоне. Она исполнила роль Злой ведьмы Запада в постановке Вест-Энда «Волшебник из Страны Оз», показ которой состоялся 1 марта 2011 года в Лондонском Палладиуме. Она покинула постановку 4 сентября 2011 года и её заменила дублёрша, Мэриэнн Бенедикт. Уоддингем выиграла премию Theatergoers Choice Award за лучшую женскую роль второго плана в мюзикле за своё выступление.
В 2012 году Уоддингем сыграла в постановке «Целуй меня, Кэт» на театральном фестивале Чичестера. Шоу было вновь показано в театре «Олд Вик» в ноябре 2012 года.
Уоддингем также снимается в кино и на телевидении. В 2015 году она присоединилась к актёрскому составу пятого сезона сериала HBO «Игра престолов» в роли Септы Унеллы. С 2020 года снимается в комедийном сериале «Тед Лассо», за роль в котором была удостоена премии «Эмми» в категории «Лучшая актриса второго плана в комедийном сериале».
В 2023 была одной из ведущих конкурса Евровидение, который проходил в Ливерпуле.

## Фильмография
| Год          |    | Русское название                                     | Оригинальное название                     | Роль                               |
| ------------ | -- | ---------------------------------------------------- | ----------------------------------------- | ---------------------------------- |
| 2002         | с  | Любовь на шестерых                                   | Coupling                                  | Дженни Тербот                      |
| 2003—2006    | с  | Мой герой                                            | My Hero                                   | Лула / Терможенщина / Миранда      |
| 2005         | с  | Уильям и Мэри                                        | William and Mary                          | Пенелопа                           |
| 2005         | с  | Жёны футболистов                                     | Footballers’ Wives                        | Джулс                              |
| 2005         | с  | —                                                    | Hollyoaks: Let Loose                      | миссис Робертсон                   |
| 2006         | тф | —                                                    | The Only Boy for Me                       | Мелисса                            |
| 2008         | ф  | Как потерять друзей и заставить всех тебя ненавидеть | How to Lose Friends & Alienate People     | Элизабет Мэддокс                   |
| 2008—2015    | с  | Моя семья                                            | Врачи                                     | разные персонажи                   |
| 2009         | с  | Секретные агенты                                     | M.I. High                                 | Аланна Сакроуз                     |
| 2010         | с  | Мисс Марпл Агаты Кристи                              | Agatha Christie’s Marple                  | Лола Брюстер                       |
| 2010—2011    | с  | Врачи                                                | Doctors                                   | Кейти                              |
| 2011         | ф  | —                                                    | Into the Woods                            | Ведьма                             |
| 2011—2014    | с  | Никаких свиданий                                     | Not Going Out                             | Джейн                              |
| 2012         | с  | Непутёвая учёба                                      | Bad Education                             | Лоретта                            |
| 2012         | ф  | Отверженные                                          | Les Misérables                            | работница на фабрике               |
| 2014         | с  | Всё включено                                         | Benidorm                                  | Тоня                               |
| 2015         | с  | Партнёры по преступлению                             | Partners in Crime                         | блондинка-убийца                   |
| 2015         | ф  | —                                                    | Meet Pursuit Delange: The Movie           | Мэдди Форрестер                    |
| 2015—2016    | с  | Игра престолов                                       | Game of Thrones                           | Септа Юнелла                       |
| 2016         | с  | В клубе                                              | In the Club                               | доктор Стоун                       |
| 2016         | ф  | —                                                    | The Gatehouse                             | агент                              |
| 2016         | с  | Джош                                                 | Josh                                      | Филлипа                            |
| 2016         | тф | —                                                    | The Entire Universe                       | Время и пространство               |
| 2017         | с  | 12 обезьян                                           | 12 Monkeys                                | Магдалена                          |
| 2018         | ф  | Зимний хребет                                        | Winter Ridge                              | Джоанн Хилл                        |
| 2018         | с  | Плохой ход                                           | Bad Move                                  | Имелда                             |
| 2018—2019    | с  | Криптон                                              | Krypton                                   | Джакс-Ур                           |
| 2019         | ф  | Отпетые мошенницы                                    | The Hustle                                | Шираз                              |
| 2019—2023    | с  | Половое воспитание                                   | Sex Education                             | София Марчетти                     |
| 2020—2023    | с  | Тед Лассо                                            | Ted Lasso                                 | Ребекка Уэлтон                     |
| 2021         | с  | Убийства в Мидсомере                                 | Midsomer Murders                          | Мими Дагмар                        |
| 2021         | с  | —                                                    | Murder, They Hope                         | главный инспектор Генриетта Шепард |
| 2022         | ф  | Фокус-покус 2                                        | Hocus Pocus 2                             | ведьма                             |
| 2023 — н. в. | мс | Крапополис                                           | Krapopolis                                | Делирия                            |
| 2024         | ф  | Каскадёры                                            | The Fall Guy                              | Гейл Майер                         |
| 2024         | мф | Гарфилд в кино                                       | The Garfield Movie                        | Джинкс                             |
| 2025         | ф  | Миссия невыполнима: Финальная расплата               | Mission: Impossible – The Final Reckoning | Нили                               |
| 2025         | ф  | Лило и Стич                                          | Lilo & Stitch                             | Великий советник                   |
| 2025         | ф  | Смурфики в кино                                      | Smurfs                                    | Иезавета                           |
| 2025         | ф  | Девушка из каюты № 10                                | The Woman in Cabin 10                     |                                    |
| 2027         | мф | Высоко в облаках                                     | High in the Clouds                        | Гретч                              |